# Шёберг, Бернт
Бернт Шёберг (швед. Bernt Sjöberg; род. 2 августа 1955) — шведский кёрлингист на колясках.
В составе сборной Швеции по кёрлингу на колясках участник и бронзовый призёр зимних Паралимпийских игр 2006, участник четырёх чемпионатов мира. Чемпион Швеции.
Играл на позициях первого и второго.

## Достижения
- Зимние Паралимпийские игры: бронза (2006).
- Чемпионат Швеции по кёрлингу на колясках: золото (2014).

## Команды
| Сезон   | Четвёртый     | Третий         | Второй           | Первый           | Запасной         | Тренер                        | Турниры            |
| ------- | ------------- | -------------- | ---------------- | ---------------- | ---------------- | ----------------------------- | ------------------ |
| 2001—02 | Ялле Юнгнелл  | Гленн Иконен   | Анетте Вильгельм | Бернт Шёберг     | Claes Hultling   | Thomas Wilhelm                | ЧМК 2002 (4 место) |
| 2003—04 | Ялле Юнгнелл  | Гленн Иконен   | Бернт Шёберг     | Анетте Вильгельм | Рольф Юханссон   | Thomas Wilhelm                | ЧМК 2004 (7 место) |
| 2004—05 | Ялле Юнгнелл  | Гленн Иконен   | Рольф Юханссон   | Анетте Вильгельм | Бернт Шёберг     | Олле Брудстен, Thomas Wilhelm | ЧМК 2005 (4 место) |
| 2005—06 | Ялле Юнгнелл  | Гленн Иконен   | Рольф Юханссон   | Анетте Вильгельм | Бернт Шёберг     | Олле Брудстен, Thomas Wilhelm | ЗПИ 2006           |
| 2007—08 | Ялле Юнгнелл  | Гленн Иконен   | Бернт Шёберг     | Anna Hammarlind  | Кристина Уландер |                               | КЧМК 2007/08       |
| 2007—08 | Ялле Юнгнелл  | Гленн Иконен   | Бернт Шёберг     | Кристина Уландер | Anna Hammarlind  | Олле Брудстен                 | ЧМК 2008 (6 место) |
| 2013—14 | Патрик Бурман | Michael Sahlén | Кристина Уландер | Бернт Шёберг     |                  |                               | ЧШК 2014           |

(скипы выделены полужирным шрифтом)

## Частная жизнь
Представитель семьи кёрлингистов. Его сын, Аксель Шёберг — кёрлингист, чемпион Швеции среди смешанных команд 2019 года; дочь, Фанни Шёберг — кёрлингистка, играет в команде скипа Изабеллы Врано, чемпионка Швеции.